# Atrabile

Simbolo archetipico della terra, dalle proprietà fredde e secche che definiscono la bile nera

L'atrabile, o bile nera, secondo la fisiologia ippocratica, è uno dei quattro umori fondamentali, descritto come un fluido freddo e secco, generato dall'archetipo della terra.
Per designarlo sono inoltre usati i termini collera come sinonimo di «bile», oppure umor nero, che significa anche «malinconia».

## Etimologia

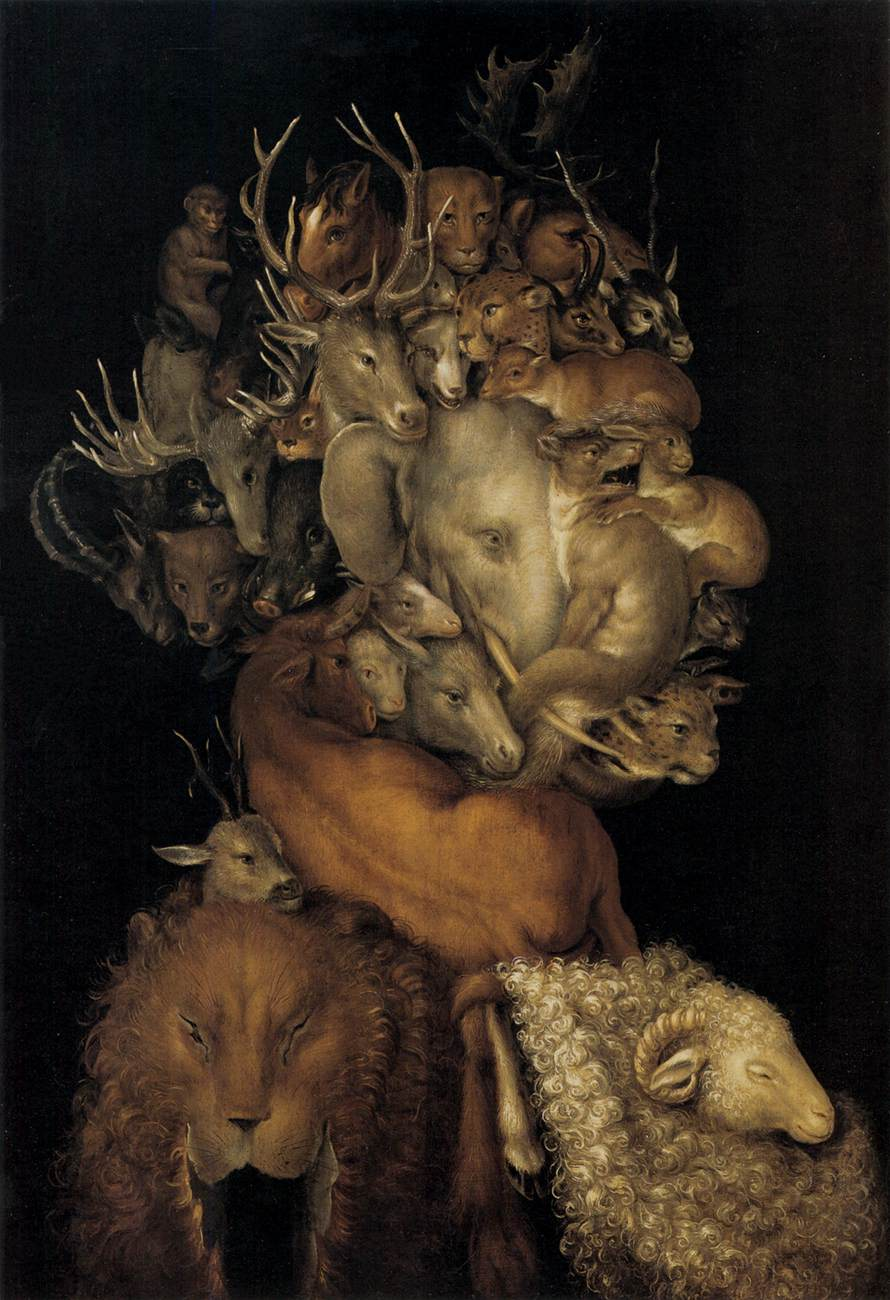
Composizione con animali di terra, di Giuseppe Arcimboldo (1570)

La parola atrabile proviene dal latino atra, «nero», e bilis, «fiele», quindi «bile scura», termine usato per indicare i coaguli di sangue nero e in generale le alterazioni torbide del muco, ritenute indizi di disfunzioni biliari, o appunto della presenza di umor melanconico.
Il termine bile è adoperato per indicare un prodotto della milza corrispettivo di quello secreto dal fegato, derivante da una mescolanza di quest'ultimo col sangue nero.

## Storia
La medicina antica attribuiva all'atrabile la responsabilità di stati d'animo quali la melanconia e l'ipocondria.
La sua prevalenza in una persona sugli altri tre umori (sangue, bile gialla e flegma) avrebbe determinato il temperamento malinconico, detto anche «saturnino» perché governato da Saturno, apportatore di mestizia, introversione e riflessività.
Secondo il medico umanista Thomas Elyot (1490-1546), esistono due tipologie di atrabile o «collera nera»:
- Un'atrabile naturale, derivante dai residui del sangue venoso, di colore scuro, particolarmente densa, fredda e secca, ritenuta uno scarto naturale ma il cui eccesso poteva debilitare l'organismo;
- Un'atrabile innaturale, più calda e leggera, risultato di una commistione alterata con la bile gialla prodotta dal fegato, responsabile dell'insorgenza di malattie.[4]

Secondo Ippocrate di Coo, si trattava di un liquido prodotto dalla milza, l'organo denominato spleen in inglese, lo stesso termine usato dal «genio della lingua» per designare lo stato d'animo malinconico.
Un eccesso di atrabile impura, in grado cioè di alterare l'eucrasia, l'equilibrio armonico dei quattro umori presenti nell'organismo, era ritenuto responsabile delle malattie croniche, in particolare di quelle diatesiche e degenerative.
I rimedi prescritti consistevano in una modifica del contesto ambientale e soprattutto dell'alimentazione, introducendo cibi caldi e umidi che riequilibrassero l'umore freddo e secco, gli stessi utilizzati per controbilanciare un temperamento troppo melanconico.

### Qualità

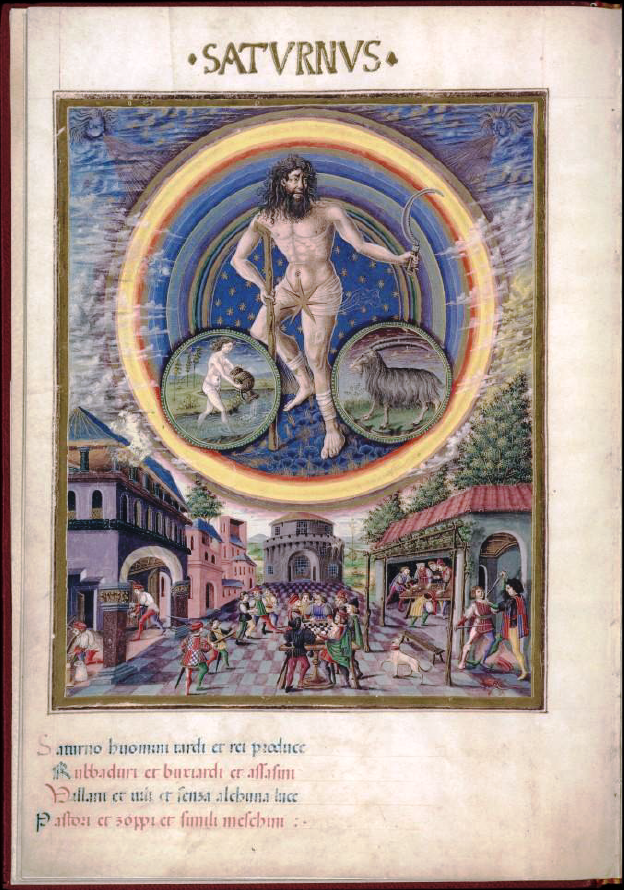
Saturno, pianeta raffigurato nel trattato astrologico De Sphaera, insieme alle attività da esso governate

Tra i quattro umori, la bile nera è quella che meno di tutti trova un corrispettivo fisico sul piano materiale: gli umori infatti erano da intendere non tanto come delle sostanze tangibili, bensì come qualità, dei principi sottili appartenenti alla dimensione eterica, che potevano semmai assumere delle manifestazioni grossolane.
Se tuttavia il principio terra, dominatore dell'atrabile, è associabile al sistema scheletrico, alle cartilagini e ai tessuti mineralizzati, l'organo anatomico che lo simboleggia, la milza, non esplica invece il proprio ruolo in funzioni fisiche vitali per la sopravvivenza.
Per questo nella medicina antroposofica è considerato più che altro un organo spirituale, il più arcaico fra tutti. Nella visione cosmogonica di Steiner la milza è infatti un residuo della prima remota era cosmica da cui si è originato il mondo, denominata «antico Saturno», concepito come un unico ed enorme corpo di calore ancora privo di luce, che sarebbe apparsa solo successivamente.
Essa considera la milza un organo individualizzatore, quello dell'Io superiore, un cuore saturnio antichissimo destinato a diventare il nuovo Sole in cui si evolverà la Terra in un lontanissimo futuro. Insieme al pancreas, la milza è inoltre un organo ritmico del ricambio, e sempre unitamente al pancreas ricorre anche nella medicina tradizionale cinese, dove entrambi gli organi, analogamente, sono assegnati fra i cinque elementi alla terra (土, in pinyin tǔ), archetipo centrale governato da Saturno; il suo compito è di assimilare e rimuginare tutto quanto viene assorbito dall'esterno, generando energia (Qi) e sangue, ma in caso di disfunzioni diventa sede delle preoccupazioni, causando deperimento e ipotrofia.
In quanto cimitero dei globuli rossi e delle piastrine, che racchiude le emozioni regolando le difese immunitarie, la malinconia generata dalla milza esprime dunque chiusura in se stessi, spingendo a isolarsi, ma al contempo contiene una potenzialità, il seme di una saggezza profonda, di una genialità, un piombo da tramutare in oro, una nigredo che prelude all'albedo.
Associandola a Saturno secondo la legge dell'analogia per le sue proprietà fredde e secche, anche Marsilio Ficino descriveva la malinconia come capace di raffinare le specificità dell'individuo, affermando che tale pianeta «raramente indica un tipo e un destino umano di natura comune, piuttosto un uomo isolato dagli altri, divino o bestiale, beato oppure oppresso dalla più profonda miseria».
Per le stesse analogie, la bile nera si manifesta maggiormente nell'età matura, in autunno, di sera, e sotto lo stimolo dei colori neri e scuri.